# Championnat de Saint-Marin de football 2012-2013
Navigation
Saison précédente Saison suivante

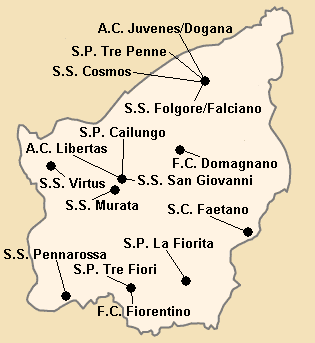
Localisation des clubs engagés dans le championnat.

La saison 2012-2013 du championnat saint-marinais de football est la vingt-huitième édition de la première division saint-marinaise. Les quinze clubs participants répartis en deux groupes affrontent à deux reprises les équipes de leur groupe et une fois celle de l'autre groupe, les trois premiers de chaque groupe se retrouvent en playoffs pour se disputer la victoire finale.
Deux places du championnat sont qualificatives pour les compétitions européennes, la troisième place revenant au vainqueur de la Coppa Titano 2012-2013.
Le SP Tre Penne, tenant du titre, tente de conserver son trophée cette saison.

## Qualifications en coupe d'Europe
À l'issue de la saison, le champion participera au 1er tour de qualification des champions de la Ligue des champions 2013-2014.
Le vainqueur de la Coppa Titano prendra la place en Ligue Europa 2013-2014, tout comme le finaliste du championnat. Si le vainqueur de la Coppa Titano arrive en finale, la 2e place en Ligue Europa revient au 3e du championnat.

## Les 15 clubs participants
| Club                | Ville          |
| ------------------- | -------------- |
| AC Juvenes/Dogana   | Serravalle     |
| FC Fiorentino       | Fiorentino     |
| SC Faetano          | Faetano        |
| SP Cailungo         | Borgo Maggiore |
| SS Cosmos           | Serravalle     |
| FC Domagnano        | Domagnano      |
| SP La Fiorita       | Montegiardino  |
| SP Libertas         | Borgo Maggiore |
| SP Tre Fiori        | Fiorentino     |
| SP Tre Penne        | Serravalle     |
| SS Folgore/Falciano | Serravalle     |
| SS Murata           | Saint-Marin    |
| SS Pennarossa       | Chiesanuova    |
| SS San Giovanni     | Borgo Maggiore |
| SS Virtus           | Acquaviva      |

En raison du peu de nombre de stades se trouvant sur le territoire de Saint-Marin, les matchs sont joués par tirage au sort sur un des six stades suivants :
- Stadio Olimpico (Serravalle)
- Campo di Fiorentino (Fiorentino)
- Campo di Acquaviva (Chiesanuova)
- Campo di Dogana (Serravalle)
- Campo Fonte dell'Ovo (Domagnano)
- Campo di Serravalle (Serravalle)

## Compétition

### Phase régulière[1]
| Rang | Équipe            | Pts | J  | G  | N | P  | Bp | Bc | Diff |
| ---- | ----------------- | --- | -- | -- | - | -- | -- | -- | ---- |
| 1    | AC Libertas       | 45  | 20 | 13 | 6 | 1  | 36 | 13 | +23  |
| 2    | SP La Fiorita     | 42  | 20 | 13 | 3 | 4  | 35 | 21 | +14  |
| 3    | SS Murata         | 36  | 20 | 11 | 3 | 6  | 31 | 19 | +12  |
| 4    | SP Cailungo       | 23  | 20 | 6  | 5 | 9  | 30 | 37 | -7   |
| 5    | SC Faetano        | 21  | 20 | 5  | 6 | 9  | 20 | 26 | -6   |
| 6    | AC Juvenes/Dogana | 18  | 20 | 5  | 3 | 12 | 24 | 36 | -12  |
| 7    | SS Virtus         | 12  | 20 | 3  | 3 | 14 | 15 | 35 | -20  |

| Rang | Équipe              | Pts | J  | G  | N | P  | Bp | Bc | Diff |
| ---- | ------------------- | --- | -- | -- | - | -- | -- | -- | ---- |
| 1    | SS Folgore/Falciano | 39  | 21 | 10 | 9 | 2  | 25 | 17 | +8   |
| 2    | SS Cosmos           | 35  | 21 | 9  | 8 | 4  | 27 | 19 | +8   |
| 3    | SP Tre PenneT       | 35  | 21 | 11 | 2 | 8  | 24 | 18 | +6   |
| 4    | FC Fiorentino       | 29  | 21 | 7  | 8 | 6  | 36 | 25 | +11  |
| 5    | SS San Giovanni     | 27  | 21 | 6  | 9 | 6  | 35 | 39 | -4   |
| 6    | FC Domagnano        | 23  | 21 | 5  | 8 | 8  | 24 | 30 | -6   |
| 7    | SS Pennarossa       | 20  | 21 | 5  | 5 | 11 | 23 | 38 | -15  |
| 8    | SP Tre Fiori        | 17  | 21 | 5  | 2 | 14 | 22 | 34 | -12  |

### Playoffs
|  |               |               |           |      |                     |                     |                     |                     |   |              |              |              |              |   |  |               |               |               |   |  |             |              |              |      |  |  |  |  |  |  |
|  | SP La Fiorita | SP La Fiorita | 1(5)      |      |                     |                     |                     |                     |   |              | AC Libertas  | AC Libertas  | 2            |   |  |               |               |               |   |  |             |              |              |      |  |  |  |  |  |  |
|  | SS Cosmos     | SS Cosmos     | 1(4)      |      | SS Folgore/Falciano | SS Folgore/Falciano | 0                   |                     |   | AC Libertas  | AC Libertas  | 1            |              |   |  |               |               |               |   |  |             |              |              |      |  |  |  |  |  |  |
|  |               |               |           |      |                     | SP La Fiorita       | SP La Fiorita       | 1(5)                |   |              |              |              |              |   |  | SP La Fiorita | SP La Fiorita | 0             |   |  |             |              |              |      |  |  |  |  |  |  |
|  |               | SS Murata     | SS Murata | 1(3) |                     |                     |                     |                     |   |              |              |              |              |   |  |               |               |               |   |  | AC Libertas | AC Libertas  | 0(3)         |      |  |  |  |  |  |  |
|  |               |               |           |      |                     |                     |                     |                     |   |              |              |              |              |   |  |               | SP La Fiorita | SP La Fiorita | 0 |  |             | SP Tre Penne | SP Tre Penne | 0(5) |  |  |  |  |  |  |
|  |               |               |           |      |                     |                     | SS Folgore/Falciano | SS Folgore/Falciano | 0 |              |              | SP Tre Penne | SP Tre Penne | 1 |  |               |               |               |   |  |             |              |              |      |  |  |  |  |  |  |
|  |               | SS Murata     | SS Murata | 0    |                     |                     | SP Tre Penne        | SP Tre Penne        | 2 |              |              |              |              |   |  |               |               |               |   |  |             |              |              |      |  |  |  |  |  |  |
|  |               |               |           |      | SS Cosmos           | SS Cosmos           | 0(3)                |                     |   | SP Tre Penne | SP Tre Penne | 2            |              |   |  |               |               |               |   |  |             |              |              |      |  |  |  |  |  |  |
|  |               |               |           |      | SP Tre Penne        | SP Tre Penne        | 0(4)                |                     |   |              |              |              |              |   |  |               |               |               |   |  |             |              |              |      |  |  |  |  |  |  |
|  | SP Tre Penne  | SP Tre Penne  | 1         |      |                     |                     |                     |                     |   |              |              |              |              |   |  |               |               |               |   |  |             |              |              |      |  |  |  |  |  |  |
|  | SS Murata     | SS Murata     | 2         |      |                     |                     |                     |                     |   |              |              |              |              |   |  |               |               |               |   |  |             |              |              |      |  |  |  |  |  |  |

## Bilan de la saison
| Championnat de Saint-Marin de football 2012-2013 |               |
| Champion                                         | SP Tre Penne  |
| Coupes et trophées                               |               |
| Vainqueur de la Coupe de Saint-Marin 2012-2013   | SP La Fiorita |
| Qualifications continentales                     |               |
| Ligue des champions de l'UEFA 2013-2014          | SP Tre Penne  |
| Ligue Europa 2013-2014                           | AC Libertas   |
| Ligue Europa 2013-2014                           | SP La Fiorita |
| Promotions et relégations                        |               |
| Promus en Championnat de Saint-Marin de football | Aucun         |
| Relégués                                         | Aucun         |